# Werner Kempf
Werner Kempf (ur. 9 marca 1886 w Królewcu, zm. 6 stycznia 1964 w Bad Harzburg) – generał wojsk pancernych Wehrmachtu w czasie II wojny światowej.

## Życiorys
W czasie I wojny światowej dosłużył się stopnia kapitana. W 1939 w czasie kampanii wrześniowej w stopniu generała majora dowodził Dywizją Pancerną Kempf w składzie Grupy Armii Północ. W czasie ataku na Zachód stał na czele 6. Dywizji Pancernej i po kampanii awansowany został do stopnia generała porucznika i odznaczony Krzyżem Rycerskim Krzyża Żelaznego. W 1942 dowodził XXXXVIII Korpusem Pancernym i w 1943 brał udział w przegranej bitwie na łuku kurskim, podczas której dowodził Grupą Operacyjną Kempf. Po 1944 roku znajdował się w rezerwie Oberkommando des Heeres, po wojnie trafił do obozu jenieckiego, gdzie przebywał do 1947.